# Craig Sager
Craig Graham Sager, Sr. (Batavia-Illinois, 29 de junho de 1951 – Atlanta-Georgia, 15 de dezembro de 2016) foi um jornalista e locutor estadunidense. Um dos jornalistas mais conhecidos na NBA, e repórter da TNT, ele virou um símbolo das transmissões de basquete nos Estados Unidos, no qual trabalhou como repórter de quadra da TNT por 17 anos. Em sua carreira, Sager ficou marcado pelo estilo espalhafatoso e pelos ternos e gravatas coloridas utilizados nas transmissões e ganhou a simpatia de jogadores e treinadores.
O respeito da NBA por Sager era tanto, que em 2015, quando voltou a trabalhar, recebeu um convite da ESPN norte-americana para cobrir os jogos finais entre Golden State Warriors e Cleveland Cavaliers – a TNT não detinha os direitos das partidas decisivas, então Sager nunca havia tido a chance de participar da principal cobertura.
Seus programas na TV eram "NBA on TNT" e "Major League Baseball on TBS"
Sager morreu em 15 de dezembro de 2016, aos 65 anos, após uma longa luta contra um tipo agressivo de leucemia, que já vinha desde 2014.

## Premios e honrarias
- 2016 - ESPY Awards: Jimmy V Award[5]
- 2016 - Sports Broadcasting Hall of Fame[6]